# Szabadegyháza
Szabadegyháza là một thị trấn thuộc hạt Fejér, Hungary. Thị trấn này có diện tích 41,64 km², dân số năm 2010 là 2204 người, mật độ 53 người/km².